# Abbreviazione degli URL
L'abbreviazione degli URL o abbreviazione degli indirizzi web (in inglese URL shortening) è una tecnica utilizzata nell'ambito del Web per abbreviare lunghi indirizzi web (URL) in link di pochi caratteri.

## Caratteristiche
Questa possibilità è offerta gratuitamente da numerosi servizi web, tra cui i più popolari, al 2009, sono bit.ly, goo.by e tinyurl.com.
Tali siti convertono i link di partenza in indirizzi che riportano il dominio del servizio, e una sequenza di caratteri che codifica il link.

## Controversie
Tra le questioni che l'uso di tecniche di accorciamento degli URL ha sollevato, vi sono:
- il rischio che i link accorciati vadano persi in caso di malfunzionamento o spegnimento dei server che li hanno convertiti;
- l'oscuramento del reale indirizzo di destinazione, così da dirigere l'ignaro utente verso un sito pericoloso dal punto di vista della sicurezza, oppure dei contenuti[2];
- la perdita della privacy dei navigatori, i cui spostamenti attraverso i link potrebbero essere rintracciati;
- il rallentamento della navigazione si registra per prevedibili ragioni tecniche[3], relative al numero di connessioni.
- su alcuni servizi appaiono molti pop-up, i quali posso anche essere dei virus.

Per ovviare al secondo problema alcuni servizi di URL shortening offrono la possibilità di vedere la destinazione della pagina di destinazione senza accedervi effettivamente. Su bit.ly è possibile inserire un "+" a fine url per aprire una pagina specifica di bit.ly e vedere la url di destinazione di quel link accorciato.